# Мэдден, Бенджи
Бе́нджи Мэ́дден (англ. Benji Madden, имя при рождении Бенджамин Леви Комбс (англ.  Benjamin Levi Combs); род. 11 марта 1979, Уолдорф, Мэриленд) — гитарист и бэк-вокалист группы Good Charlotte. Брат-близнец вокалиста группы Джоэла Мэддена.

## Рождение и жизнь до карьеры
Бенджамин Мэдден родился 11 марта 1979 года в городе Уолдорф (штат Мэриленд), в семье Робин Мэдден и Роджера Комбса. У него есть брат-близнец, Джоэл Мэдден, с которым он создал группу Good Charlotte. У него есть старший брат по имени Джош, который помогает ему разрабатывать линию одежды DCMA. У братьев Мэдденов также есть младшая сестра, Сара. Братья Мэддены учились в средней школы Ла-Плата, штат Мэриленд.

## Good Charlotte
После посещения концерта группы Beastie Boys в 1996 году, Бенджи и Джоэл организовали Good Charlotte. Тогда Бенджи не играл на гитаре. Помимо Good Charlotte, Бенджи и его брат Джоэл принимают участие в стороннем проекте группы — Dead Executives.

## В кино
В 2001 году в фильме «Недетское кино», Бенджи, Адам и Ли другие участники группы снимались в эпизодической роли во время выпускного вечера школы. В 2006 году Мэдден снялся в фильме «Реальные девчонки».

## Другое
Мэдден активно занимался своей линией одежды MADE (линия ныне не существует). В начале 2006 года братьями была организована DCMA Collective. Магазин DCMA Collective был открыт в Лос-Анджелесе, штат Калифорния, 15 марта 2008 года.
Мэдден был соавтором и сопродюсером некоторых песен в альбоме Most Wanted (2005) американской певицы Хилари Дафф. Он также написал в соавторстве музыкальную тему для реалити-шоу Пэрис Хилтон My New BFF". Он выступал в качестве бэк-вокалиста у таких артистов MxPx, Kill Hannah, Apoptygma Berzerk, Mest, 69 Eyes, Шон Кингстон, Three 6 Mafia, Chamillionaire и Matisyahu. С сентября 2009 Бенджи уже присоединился к группе Taintstick. Он также, по слухам, может быть членом Rad Omen вместе с Петром Данте, Dirt Насти, и диджеем Troublemaker.
3 апреля 2010 года, Бенджи принял участие в боксёрском поединке против Рики Рахтмана в Лас-Вегасе. Рахтман сделал несколько публичных заявлений против Бенджи и Good Charlotte до боя, по-видимому желая взбесить Бенджи и напрячь его до начала поединка. Бенджи отправил Рахтмана в нокаут на 1 минуту и 42 секунды в первом раунде.
Мэдден был также судьёй на 10-й ежегодной независимой музыкальной премии для поддержки карьеры независимых художников.
В 2015 году Мэдден и два его брата официально основали компанию MDDN, которая занимается продюсированием и работой с артистами. Генеральным директором является Бенджи. Компания быстро добилась успеха, когда братья стали сотрудничать с Jessie J, Sleeping with Sirens, Hollywood Undead, Waterparks, Antiflag, Chase Atlantic, K Camp, Architects и другими.

## Личная жизнь
С мая 2014 года начал встречаться с актрисой Камерон Диас. 5 января 2015 года женился на ней. 30 декабря 2019 года у Диас и Мэддена родилась дочь — Рэддикс Хлоя Уайлдфлауэр Мэдден.